# José Augusto Gama
José Augusto Gama (Mirandela, Mascarenhas, 2 de Março de 1942 – Porto, 9 de Outubro de 2000) foi um político, advogado e inspetor português, reconhecido pela sua visão estratégica como presidente da Câmara Municipal de Mirandela (1989–1997). Durante o seu mandato, liderou projetos transformadores, como o Açude-Ponte de Mirandela, o Parque Doutor José Gama, o auditório no Parque do Império e o Metropolitano Ligeiro de Mirandela, que consolidaram a cidade como um destino de lazer, turismo e cultura.

## Biografia
```
José Augusto Gama nasceu em 2 de março de 1942, na aldeia de Mascarenhas, concelho de Mirandela. Frequentou o seminário e licenciou-se em 
Direito
 pela 
Faculdade de Direito da Universidade de Coimbra
. Antes da sua carreira política, foi inspetor na 
Inspeção Geral de Trabalho
.
«José Augusto Gama»
. Parlamento Europeu
 
```

Foi eleito deputado à Assembleia da República pelo Círculo Fora da Europa, primeiro pela Aliança Democrática (1980–1983, II Legislatura) e depois pelo CDS (1983–1985, III Legislatura).«Relação dos deputados eleitos e mapa oficial das eleições legislativas para a Assembleia da República realizadas em 5 de Outubro de 1980» (PDF). Diário da República Electrónico. 3 de novembro de 1980«Relação dos deputados eleitos e mapa oficial das eleições legislativas para a Assembleia da República realizadas em 25 de Abril de 1983» (PDF). Comissão Nacional de Eleições. 26 de maio de 1983. Consultado em 5 de agosto de 2025 Em 1987, tornou-se deputado ao Parlamento Europeu pelo CDS, integrando a Comissão dos Assuntos Sociais e do Emprego até 1989.«Deputados de Portugal no Parlamento Europeu (1987-1989)»
Como presidente da Câmara Municipal de Mirandela, foi eleito em 1989 pelo CDS e reeleito em 1993 pelo PSD, obtendo mais de 67% dos votos e elegendo seis vereadores sociais-democratas.«Resultados das Autárquicas de 1989 em Mirandela» (PDF). Comissão Nacional de Eleições
«Resultados das Autárquicas de 1993 em Mirandela» (PDF)

## Contribuições como Presidente da Câmara Municipal de Mirandela
Durante o seu mandato (1989–1997), José Augusto Gama implementou projetos estruturantes que transformaram Mirandela, valorizando o rio Tua e promovendo o turismo e a cultura.

### Açude-Ponte de Mirandela
O Açude-Ponte de Mirandela, projetado em 1992 pela CNEC, Lda., é uma infraestrutura no rio Tua com funções de valorização paisagística (espelho de água), abastecimento, produção de energia, defesa contra cheias e recreio.«Açude-Ponte de Mirandela». Comissão Nacional Portuguesa das Grandes Barragens Com uma altura de 21 m acima da fundação, comprimento de coroamento de 139 m e capacidade total de 515.000 m³, suporta um caudal de cheia de 4.000 m³/s. A barragem, de tipo açude móvel, possui oito comportas segmento e uma cota de coroamento de 219,5 m, com fundação em xistos e grauvaques. Esta obra viabilizou a criação da praia fluvial e atividades como o Campeonato Nacional e Europeu de Jet Ski.

### Parque Doutor José Gama
O Parque Doutor José Gama, conhecido localmente como "Zona Verde", é o principal espaço de lazer de Mirandela, com mais de 3 km de áreas verdes ao longo do rio Tua.«Parque Doutor José Gama». Câmara Municipal de Mirandela. Consultado em 31 de julho de 2025 Inicialmente, incluía um campo de minigolfe (desmantelado posteriormente), parque infantil, campo de ténis, campo de futebol de 5, voleibol de praia e jardins temáticos. Após o mandato de Gama, foram adicionadas infraestruturas para pesca e merendas. A praia fluvial, integrada no parque, não possuía Bandeira Azul na época da sua construção, recebendo essa distinção em 2019 por sua qualidade e acessibilidade.«Praia Fluvial de Mirandela recebe Bandeira Azul pela primeira vez». Jornal Nordeste. 1 de julho de 2019 O parque foi nomeado em homenagem a Gama após o seu falecimento.

### Auditório no Parque do Império
O auditório no Parque do Império, construído sob a liderança de Gama, tornou-se um polo cultural, acolhendo centenas de eventos, como concertos e peças de teatro, nas últimas três décadas. Considerado visionário, reforçou a identidade cultural de Mirandela.

### Metropolitano Ligeiro de Mirandela
Em resposta ao encerramento do troço Mirandela-Bragança da Linha do Tua, Gama liderou a criação do Metropolitano Ligeiro de Mirandela, inaugurado em 28 de junho de 1995.«Decreto-Lei nº 24/95». Diário da República. 8 de fevereiro de 1995 A empresa, detida em 90% pela Câmara Municipal e 10% pela CP, opera o troço Mirandela-Carvalhais, promovendo a mobilidade urbana.«Decreto-Lei nº 24/95». Diário da República. 8 de fevereiro de 1995

## Obra Literária
José Augusto Gama publicou as seguintes obras:
Protestos Imigrados
De Nova Iorque a Mirandela

## Legado
A visão de José Augusto Gama transformou Mirandela, com projetos como o Açude-Ponte, o Parque Doutor José Gama, o auditório no Parque do Império e o Metropolitano Ligeiro, integrando turismo, lazer e mobilidade. A sua capacidade de dinamizar a imagem da cidade, valorizando os seus jardins e o rio Tua, é reconhecida como um marco na história local.